# Dzwon Zygmunt

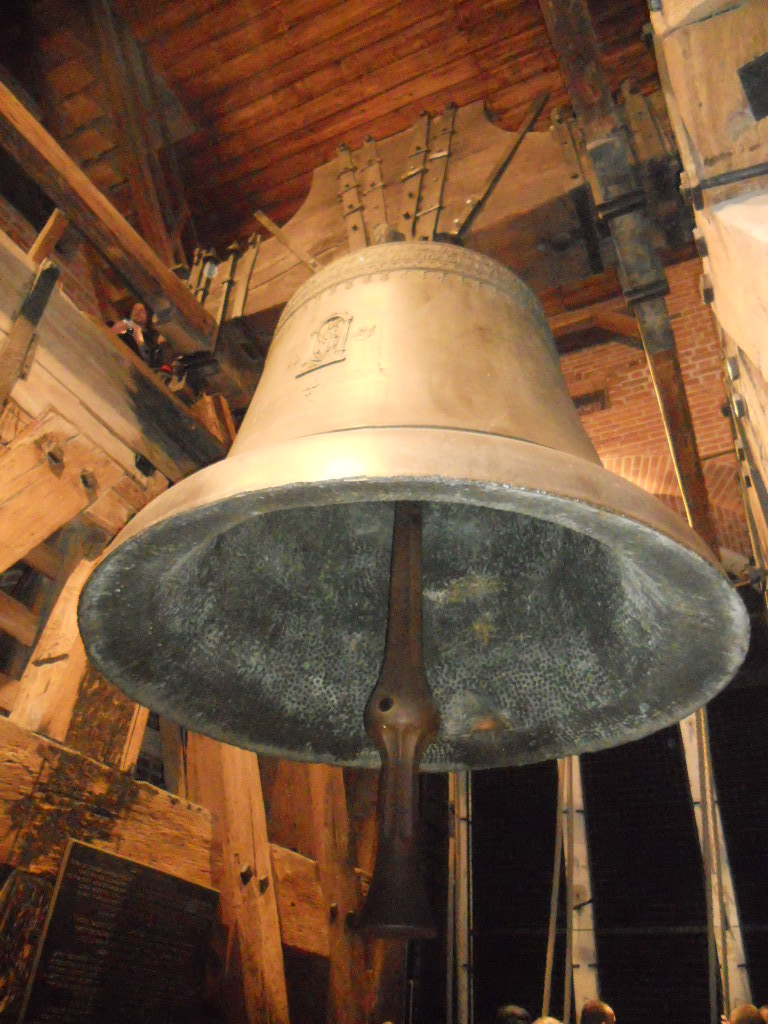
Dzwon Zygmunt na krótko przed rozruchem, 2 listopada 2012

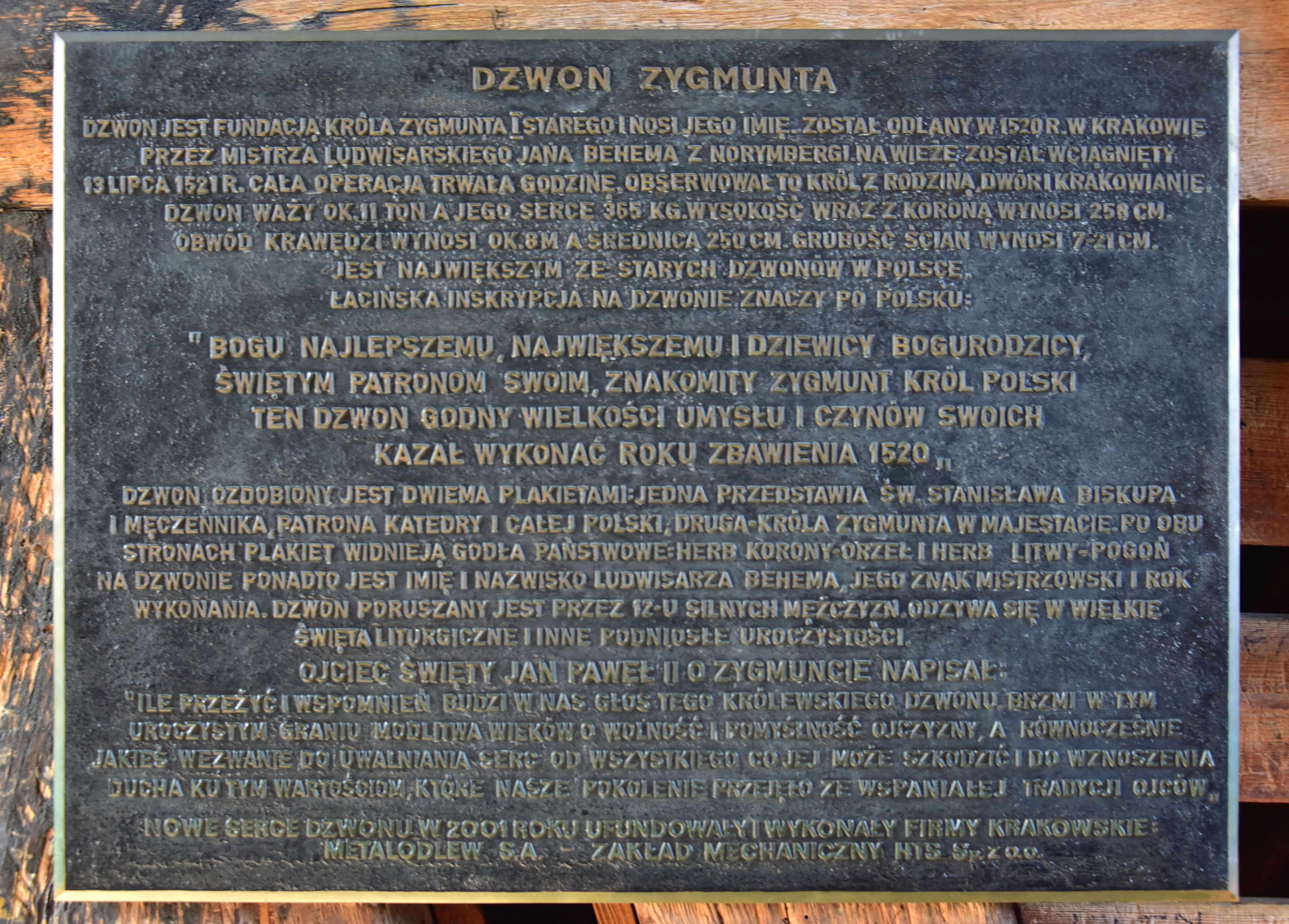
Tablica informacyjna umieszczona przy dzwonie

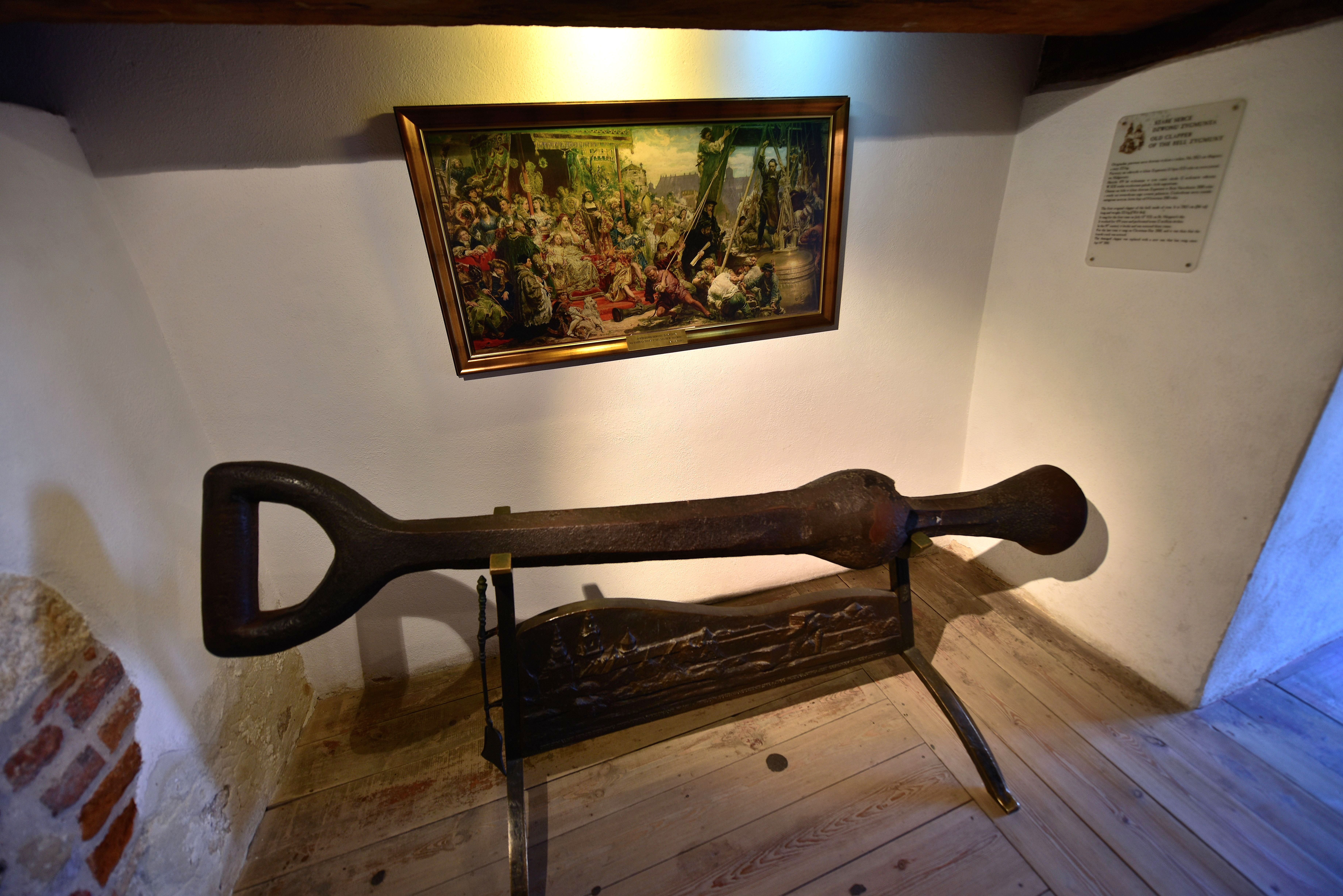
Stare serce dzwonu na półpiętrze wieży

Dzwon Zygmunt – najsłynniejszy polski dzwon, potocznie nazywany Dzwonem Zygmunta. Znajduje się na Wieży Zygmuntowskiej w północnej części katedry wawelskiej w Krakowie. Ufundowany przez Zygmunta I Starego, nazwany jego imieniem.
Dzwon Zygmunt był największym polskim dzwonem do roku 1999, kiedy to przewyższył go masą i rozmiarem licheński dzwon Maryja Bogurodzica.

## Historia

### Od 1520 do XVIII wieku
Odlanie dzwonu zlecił król Zygmunt I Stary ludwisarzowi Hansowi Behemowi z Norymbergi (działającemu od 1518 w Krakowie). Nie są znane powody, dla których król postanowił ufundować dzwon, być może było to wotum błagalne związane z narodzinami jego syna Zygmunta II Augusta (1 sierpnia 1520). Dzwon i jego wielkość miały podkreślać potęgę panującego króla. Koszt wykonania dzwonu wyniósł 3000 zł.
Dzwon był ukończony w 2. połowie 1520, jednakże z umieszczeniem go na wieży czekano do powrotu króla z wojny pruskiej. Transport dzwonu z ludwisarni królewskiej w okolicy przedmieścia Biskupie na wzgórze Wawelskie rozpoczął się w czerwcu 1521. Dzwon postawiony na dwóch kłodach przeciągany był po drewnianych belkach przez ulicę Sławkowską, Rynek, a następnie ulicą Grodzką. 9 lipca 1521 dzwon umieszczono w wieży. Wciągnięcie dzwonu odbyło się bardzo szybko (trwało około godziny), wykorzystano przy tym konstrukcję składającą się z lin, wielokrążków i przeciwwagi, którą była skrzynia lub skrzynie napełnione kamieniami. Umieszczaniu dzwonu na wieży przyglądał się król, królowa i dwór. Przedtem prawdopodobnie odbyła się konsekracja i tzw. chrzest dzwonu. Prace związane z zawieszeniem dzwonu zakończyły się 13 lipca, tegoż dnia Kraków po raz pierwszy usłyszał jego głos.
Już w 1524 elementy zawieszenia dzwonu wymagały remontu. Wówczas na nowo wykonano żelazne obejmy łączące koronę dzwonu z przeciwwagą oraz wykonano nowe łożyska. Poprawiono również zawieszenie serca dzwonu. 5 listopada 1525 roku opracowany został dokument regulujący zasady obsługi „wielkiego dzwonu”. Zgodnie z nim dzwon Zygmunt miał dzwonić 120 razy w roku w stałych terminach liturgicznych oraz dodatkowo z powodów ważnych wydarzeń państwowych lub w rodzinie królewskiej. Tak częste używanie dzwonu (oraz pozostałych czterech dzwonów zawieszonych na wieży) nie pozostało bez wpływu na konstrukcję dzwonnicy. Już w 1530 odnotowano zarysowania i pęknięcia jej murów. Wkrótce stan wieży się pogorszył. W 1558 król Zygmunt II August nakazał wielkorządcy krakowskiemu Janowi Bonerowi zająć się naprawą wieży lub zdjąć dzwon. Ostatecznie przystąpiono do prac remontowych, w ramach których wykonano m.in. skarpy podpierające wieżę. W kolejnych stuleciach kilkukrotnie jeszcze remontowano wieżę, aż do kompleksowego remontu w latach 1895–1899 połączonego z wykonaniem ponad 4-metrowego fundamentu, co ostatecznie ustabilizowało budowlę.
Dzwon Zygmunt miał przywilej pierwszeństwa. W czasie świąt religijno-państwowych, czy wielkich wydarzeń (koronacje, uroczyste wjazdy, tryumfy, uroczystości kanonizacyjne, pogrzeby i in.) dzwon Zygmunt odzywał się jako pierwszy i dopiero po nim rozbrzmiewały kolejne dzwony krakowskie.
Dzwon Zygmunt odzywał się między innymi podczas koronacji, poczynając od koronacji Zygmunta II Augusta 20 lutego 1530, kończąc na koronacji Augusta III 17 stycznia 1734 (łącznie podczas 16 koronacji), podczas wjazdów przedkoronacyjnych (pierwszy Henryka III Walezego), podczas pogrzebów (pierwszy Zygmunta I Starego w lipcu 1548), a także w dziękczynieniu za odniesione zwycięstwa (m.in. po bitwach pod Olszanicą (1527), pod Obertynem (1531), pod Kircholmem (1605), pod Kłuszynem (1610), pod Trzcianą (1629), pod Beresteczkiem (1651), pod Wiedniem (1683)). Dzwon Zygmunt dzwonił również podczas ingresów biskupich, pogrzebów kanoników katedralnych oraz każdorazowo podczas śpiewania w katedrze Te Deum. Dzwon Zygmunt odezwał się również podczas pożaru zamku wawelskiego 15 września 1702. Na pamiątkę tego wydarzenia w podzięce za ocalenie katedry odprawiano corocznie 15 września mszę, podczas której rozbrzmiewał dzwon Zygmunt. Tradycja ta trwała do lat 30. XX wieku.

### XIX wiek
Regulacja obsługi dzwonu Zygmunt funkcjonowała do 1795 roku. Po III rozbiorze Polski kapituła katedralna musiała na nowo określić zasady opłacania dzwonników oraz obsługi dzwonu. Po długiej korespondencji z władzami austriackimi obwodu krakowskiego postanowiono ostatecznie wypłacać kapitule określoną kwotę na dzwonienie Zygmunta. Zygmunt odzywał się w trakcie świąt kościelnych i procesji, w ciągu roku 130 razy. Brzmienie dzwonu towarzyszyło wydarzeniom w rodzie Habsburgów, ale też tym związanym z monarchami Rosji i Prus, także wydarzeniom państwowym, takim jak np. zawarcie przez Rosję w Adrianopolu pokoju z Turkami (14 września 1829).
W 2. połowie XIX wieku serce dzwonu trzykrotnie pękało: 31 grudnia 1859, 31 grudnia 1865 oraz 28 grudnia 1876. Pierwsze dwie naprawy polegały na wykuciu nowego serca, za trzecim razem zespojono pęknięte części.
W XIX wieku dzwon Zygmunt towarzyszył także pogrzebom znamienitych osób (chowanych na Wawelu lub w Krypcie Zasłużonych na Skałce) oraz obchodom rocznic ważnych wydarzeń, które często nabierały charakteru narodowych manifestacji. Wśród nich wymienić można pogrzeb księcia Józefa Poniatowskiego (22–23 lipca 1817), pogrzeb Tadeusza Kościuszki (22 czerwca 1818), pogrzeb Adama Mickiewicza (1890), pogrzeb generała Jana Zygmunta Skrzyneckiego (1860), ponowny pogrzeb Kazimierza III Wielkiego (1869), uroczystości 800-lecia śmierci św. Stanisława (1879) czy uroczystości 200-lecia zwycięstwa Jana III Sobieskiego pod Wiedniem (1883).

### XX wiek
Podobnie jak w poprzednich stuleciach dzwon Zygmunt towarzyszył ważnym uroczystościom kościelnym i państwowym. 8 listopada 1916 zabrzmiał z okazji proklamacji 5 listopada podczas nabożeństwa z udziałem generała Tadeusza Rozwadowskiego. Zygmunt brzmiał podczas wizyt w Krakowie prezydentów Polski: Stanisława Wojciechowskiego (w 1923) i Ignacego Mościckiego (w 1927). Stale głos Zygmunta towarzyszył 37 świętom kościelnym. W dalszym ciągu brzmiał również podczas pogrzebów na Wawelu lub na Skałce (m.in. podczas pogrzebu Juliusza Słowackiego w 1927, pogrzebu Jacka Malczewskiego w 1929 czy pogrzebu marszałka Józefa Piłsudskiego w 1935).
W 1924 osie dzwonu zamontowano na nowych łożyskach kulkowych, co ułatwiło kołysanie dzwonem. Fundatorem łożysk było Towarzystwo Osi Kulkowych w Göteborgu. Było to pierwsze zastosowanie łożysk kulkowych w Polsce.
W 1927 bicie Zygmunta na rezurekcję transmitowało Polskie Radio.
Ostatni raz przed wybuchem II wojny światowej Zygmunt odezwał się 15 sierpnia 1939 w święto Wniebowzięcia Najświętszej Maryi Panny.
W czasie II wojny odnotowano bicie dzwonu w 1940 roku na kapitulację Belgii i Francji. Odbyło się ono na specjalny rozkaz władz niemieckich.
Pierwszy raz po wojnie dzwon Zygmunt odezwał się w 1945 w czasie świąt Bożego Narodzenia. Zaraz potem powrócono do tradycji dzwonienia w czasie świąt kościelnych (ich liczbę ograniczono o 12 w stosunku do okresu przed II wojną światową). Zygmunt brzmiał w trakcie pogrzebów, m.in. w 1948 podczas pogrzebu Adolfa Szyszko-Bohusza (1948), w 1951 na pogrzebie księcia kardynała Adama Stefana Sapiehy, w 1954 na pogrzebie Ludwika Solskiego. W 1953 na wyraźne polecenie rządu, Zygmunt zabrzmiał w czasie pogrzebu Józefa Stalina. 16 marca 1956 Zygmunt dzwonił w czasie uroczystości pogrzebowych Bolesława Bieruta. Jego głos słyszano podczas uroczystości rocznicowych np. w czasie obchodów 700-lecia lokacji Krakowa (1957) i ważnych wydarzeń takich jak odsłonięcie pomnika Tadeusza Kościuszki (1960) czy powrót arrasów na Wawel (1961).
W Wigilię 2000 roku stwierdzono kolejne pęknięcie. Uszkodzone serce zastąpiono nowym, wykutym w Zakładzie Mechanicznym Huty im. T. Sendzimira. Zdemontowane serce oglądać można przy wejściu na Wieżę Zygmuntowską.

### Współczesność
Współcześnie Zygmunt bije w najważniejsze święta i uroczystości kościelne i narodowe. Rocznie takich okazji jest około 30, a są to między innymi Nowy Rok, Niedziela Palmowa, Wielkanoc, Dzień Konstytucji 3 Maja, Boże Ciało, Wszystkich Świętych, Święto Niepodległości, Boże Narodzenie. Prócz tego dzwon bije w chwilach ważnych dla Krakowa i Polski, w ostatnich latach między innymi:
- 16 października 1978 – po wyborze papieża Jana Pawła II na Stolicę Piotrową
- 30 kwietnia 2004 – z okazji przystąpienia Polski do Unii Europejskiej
- 2 kwietnia 2005 – po ogłoszeniu śmierci papieża Jana Pawła II
- od 3 kwietnia do 8 kwietnia 2005 dzwonił codziennie. Miało to związek z żałobą i pogrzebem Jana Pawła II [48]
- 19 kwietnia 2005 – po wyborze Benedykta XVI na Stolicę Piotrową
- 27 sierpnia 2005 – z okazji ingresu abp. Stanisława Dziwisza do katedry wawelskiej
- 10 kwietnia 2010 – po katastrofie samolotu rządowego w Smoleńsku
- 18 kwietnia 2010 – w czasie uroczystości pogrzebowych Lecha Kaczyńskiego i Marii Kaczyńskiej
- 10 kwietnia 2011 – w pierwszą rocznicę katastrofy samolotu rządowego w Smoleńsku
- 22 lipca 2011 – po uroczystościach pogrzebowych biskupa Albina Małysiaka
- 3 listopada 2012 – w czasie uroczystości pogrzebowych prezydenta Ryszarda Kaczorowskiego
- 28 lutego 2013 – po abdykacji papieża Benedykta XVI
- 13 marca 2013 – po wyborze papieża Franciszka na Stolicę Piotrową
- 28 lipca 2013 – po ogłoszeniu decyzji papieża Franciszka o Światowych Dniach Młodzieży 2016 w Krakowie
- 3 listopada 2013 – w czasie uroczystości pogrzebowych Tadeusza Mazowieckiego[49]
- 28 marca 2014 – z okazji 650. rocznicy konsekracji katedry wawelskiej
- 27 kwietnia 2014 – z okazji kanonizacji Jana XXIII i Jana Pawła II[50]
- 10 maja 2014 – z okazji 650. rocznicy powstania Uniwersytetu Jagiellońskiego
- 13 grudnia 2015 – z okazji inauguracji Roku Miłosierdzia
- 27 lipca 2016 – po przybyciu papieża Franciszka na Wawel z okazji Światowych Dni Młodzieży 2016 w Krakowie
- 2 sierpnia 2016 – po śmierci kardynała Franciszka Macharskiego
- 4 sierpnia 2016 – w czasie wnoszenia trumny kardynała Franciszka Macharskiego do prezbiterium katedry na Wawelu
- 5 sierpnia 2016 – w czasie uroczystości pogrzebowych kardynała Franciszka Macharskiego
- 28 stycznia 2017 – z okazji ingresu abp. Marka Jędraszewskiego do katedry wawelskiej
- 15 października 2017 – z okazji 200. rocznicy śmierci Tadeusza Kościuszki
- 16 października 2018 – z okazji 40. rocznicy wyboru kard. Karola Wojtyły na papieża
- 3 listopada 2018 – po śmierci byłego proboszcza katedry wawelskiej ks. Janusza Bielańskiego[51]
- 28 grudnia 2018 – po śmierci kanonika kapituły katedralnej ks. bp. Tadeusza Pieronka[52]
- 17 kwietnia 2019 – po pożarze katedry Notre-Dame w Paryżu[53]
- 22 listopada 2019 – w czasie pogrzebu 20 powstańców styczniowych w Wilnie[54]
- 25 marca 2020 – w czasie modlitwy o ustanie pandemii COVID-19[55]
- 13 lipca 2021 – z okazji jubileuszu własnego 500-lecia Zygmunt zadzwonił dwukrotnie: ok. 17:15 i o 21:00[56]
- 2 września 2021 – po śmierci proboszcza katedry wawelskiej ks. Zdzisława Sochackiego[57].
- 6 marca 2022 – dzwon zabił w wyrazie wsparcia dla walczącej Ukrainy, zaatakowanej 24 lutego 2022 przez Rosję[58]
- 31 grudnia 2022 – po śmierci Benedykta XVI[59]
- 5 stycznia 2023 – w czasie pogrzebu Benedykta XVI w Watykanie[60]
- 21 kwietnia 2025 – po śmierci papieża Franciszka[61]
- 26 kwietnia 2025 – na rozpoczęcie pogrzebu Franciszka w Watykanie (godz. 10:00)[62]
- 8 maja 2025 – po wyborze Leona XIV na papieża (godz. 20:00)[63]

6 sierpnia 2025 abp. Marek Jędraszewski podjął decyzję o biciu dzwonu Zygmunta podczas zaprzysiężenia na prezydenta RP Karola Nawrockiego. Decyzja nie została jednak wykonana, z powodu stawienia się zbyt małej liczby dzwonników do uruchomienia dzwonu. To pierwsza w historii sytuacja, gdy dzwonnicy nie stawili się na wezwanie metropolity krakowskiego i dzwon nie zabrzmiał, pomimo jego polecenia.

## Opis
Płaszcz dzwonu oddzielony jest od kołnierza potrójnym paskiem. Na nim, w górnej części, znajduje się inskrypcja: DEO OPT[IMO] MAX[IMO] AC VIRGINI DEIPARAE SANCTISQVE PATRONIS SVIS DIVVS SIGISMVDVUS POLONIAE REX| CAMPANAM HANC DIGNAM ANIMI OPERVMQVE AC GESTORVM SVORVM MAGNITVDINE FIERI FECIT ANNO SALVTIS, poniżej data MDXX. Poszczególne wyrazy oddzielone są ozdobnymi listkami. Inskrypcja ujęta jest w ozdobny fryz z czworoliści i liści.
Poniżej daty znajduje się płaskorzeźbiony wizerunek św. Zygmunta burgundzkiego w zbroi, z mieczem, jabłkiem i berłem (przez niektórych badaczy uważany za wizerunek króla Zygmunta I Starego). Po jego bokach umieszczone są herby Orzeł i Pogoń, a pod spodem podpis ludwisarza Hansa Behema. Po przeciwnej stronie na płaszczu znajduje się wizerunek św. Stanisława z Piotrowinem oraz, podobnie jak z drugiej strony herby Orzeł, Pogoń oraz podpis ludwisarza.
Ucha korony są kanciaste ozdobione motywem plecionki.
Serce o formach gotyckich zawieszone było na pasach ze skóry wołowej, obecnie na stalowej linie.
Zgodnie z inskrypcją dzwon nie był dedykowany konkretnemu patronowi (nazywany był „wielkim dzwonem”), z czasem uzyskał imię związane z królem – fundatorem (dzwon Zygmunt), z czasem też wieża katedralna z dzwonem zaczęła być nazywana Wieżą Zygmuntowską.
Dzwon Zygmunt jest częścią zespołu historycznych dzwonów zawieszonych na Wieży Zygmuntowskiej katedry wawelskiej. Pozostałe dzwony, z wyjątkiem Urbana są obecnie nieużywane. Są to: Półzygmunt z 1463 roku (ok. 6500 kg), Kardynał z 1455 roku (ok. 3400 kg), Urban z 1757 roku (2628 kg) i Głownik z 1460 roku (ok. 1800 kg).

### Dane dzwonu
- Ton uderzeniowy[46]: g0

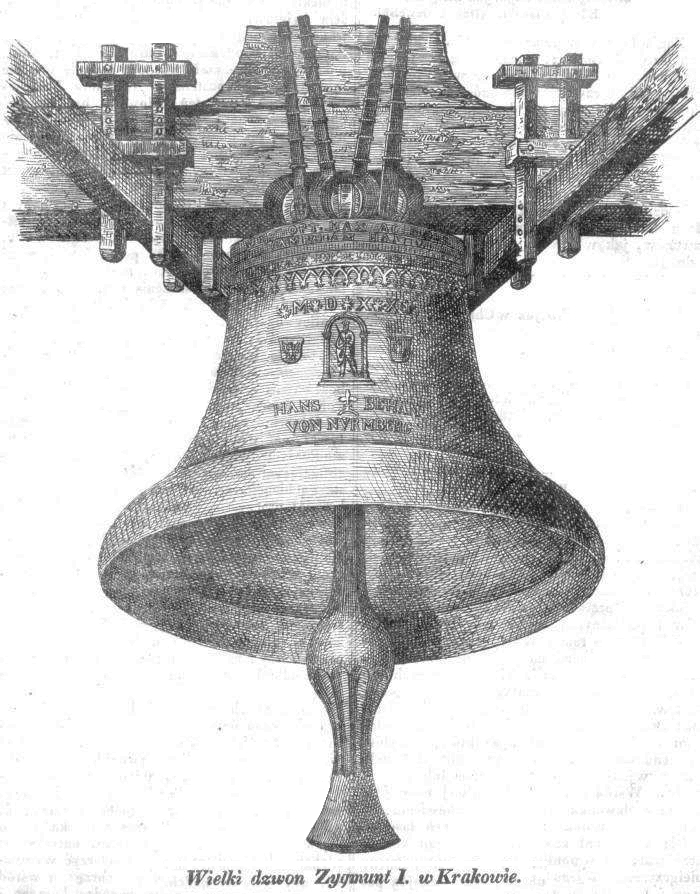
Dzwon Zygmunt na rycinie z 1841

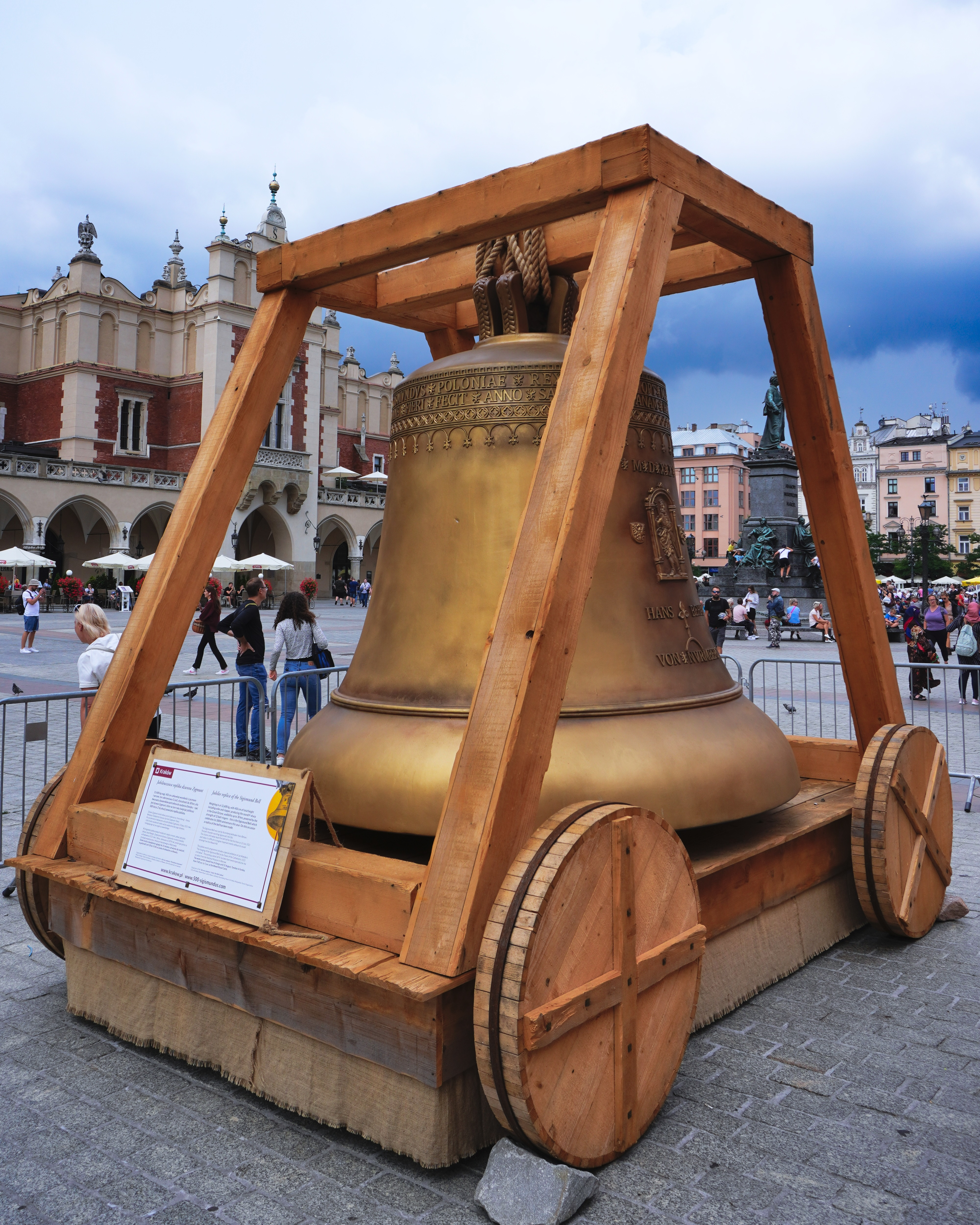
Replika Dzwonu Zygmunt, wykonana z twardego styropianu pokrytego masami akrylowymi z okazji jubileuszu 500-lecia zawieszenia dzwonu w 2021 roku, eksponowana w czasie obchodów rocznicy na Rynku Głównym w Krakowie

- Masa: dzwon z sercem, jarzmem, łożyskami i huśtawką z linami waży 12 600 kg; w tym serce dzwonu: 365 kg (pierwotnie 323 kg[71]) i kielich: 9650 kg[46]
- Średnica kielicha: 242 cm[46]
- Wysokość kielicha z koroną: 241 cm[46]
- Grubość ścian: od 7 do 29 cm
- Objętość: 1,2 m³
- Stop: brąz (80% miedzi, 20% cyny)[72]
- Płaskorzeźby: św. Zygmunta i św. Stanisław oraz wizerunki Orła Polskiego i Pogoni litewskiej
- Łaciński napis głosi: Bogu Najlepszemu, Największemu i Dziewicy Bogurodzicy, świętym patronom swoim, znakomity Zygmunt, król Polski, ten dzwon godny wielkości umysłu i czynów swoich kazał sporządzić Roku Zbawienia 1520

## Dzwonnicy
Początkowo dzwon Zygmunt obsługiwali tzw. świątnicy, szybko jednak się okazało, że z powodu wielu zadań w kościele nie są oni w stanie odpowiednio spełniać dodatkowych obowiązków. Dzwon był królewski, stąd kapituła katedralna wystąpiła do króla o rozwiązanie tego problemu. Dokument regulujący zasady obsługi dzwonu został podpisany 5 listopada 1525 przez Seweryna Bonera działającego w imieniu króla oraz przez starszych cechu cieśli. Była to forma ugody, a zarazem przywileju królewskiego, na mocy której krakowski cech cieśli zobowiązywał się do utrzymania w odpowiednim stanie technicznym konstrukcji utrzymującej dzwon, jak również do poruszania dzwonem w wyznaczonych terminach. Dzwonnicy mieli zagwarantowane wynagrodzenie za swoją pracę, ale jednocześnie dokument określał kary, które musieliby zapłacić za swoje zaniedbania.
Bractwo cieśli prowadziło obsługę dzwonu Zygmunt do 1795. Po III rozbiorze Polski dzwon uruchamiała obsługa kościelna, a także przypadkowe, chcące zarobić osoby (czeladnicy, studenci). 14 maja 1888 kapituła katedralna opracowała Ordynację tyczącą się dzwonienia w kościele katedralnym krakowskim, określającą między innymi jak długo dzwon Zygmunt ma dzwonić w poszczególnych wydarzeniach. Na przykład podczas uroczystości pierwsze dzwonienie miało trwać 8 minut i kolejne 5 minut, a podczas pogrzebu tak długo, jak długo idzie kondukt.
Po II wojnie światowej początkowo dzwon uruchamiali robotnicy pracujący na Wawelu, w latach 60. XX wieku ukształtowała się odrębna grupa dzwonników.
Obecnie dzwon Zygmunt uruchamiany jest ręcznie, przez zespół 8-12 ludzi. Przywilej bicia w ten dzwon ma zamknięte grono około 35 dzwonników. Część z nich stowarzyszona jest w Bractwie Dzwonników Wawelskich. Wśród dzwonników znajduje się jedna kobieta. Zgodnie z tradycją zapoczątkowaną przywilejem Zygmunta Starego praca dzwonników jest odpłatna. Współcześnie podzwonne wypłaca dzwonnikom po każdym dzwonieniu kapituła katedralna.
Według doniesień z 1925 zamontowanie nowego łożyska do dzwonu pozwoliło na jego swobodne obsługiwanie przez jedną osobę, a nie jak dotąd przez 13.

## Dzwon Zygmunt w kulturze

### Obrazy
- Jan Matejko – obraz Zawieszenie dzwonu Zygmunta w 1521 (1874)[80]
- Jan Matejko – obraz Król Zygmunt Stary słuchający dzwonu na wieży Zygmuntowskiej (1883)[80]
- Piotr Stachiewicz (1858–1938) – obraz Dzwon Zygmunta[81]
- Stanisław Tondos (1854–1917) – obraz przedstawiający dzwon Zygmunt reprodukowany na pocztówkach[81]

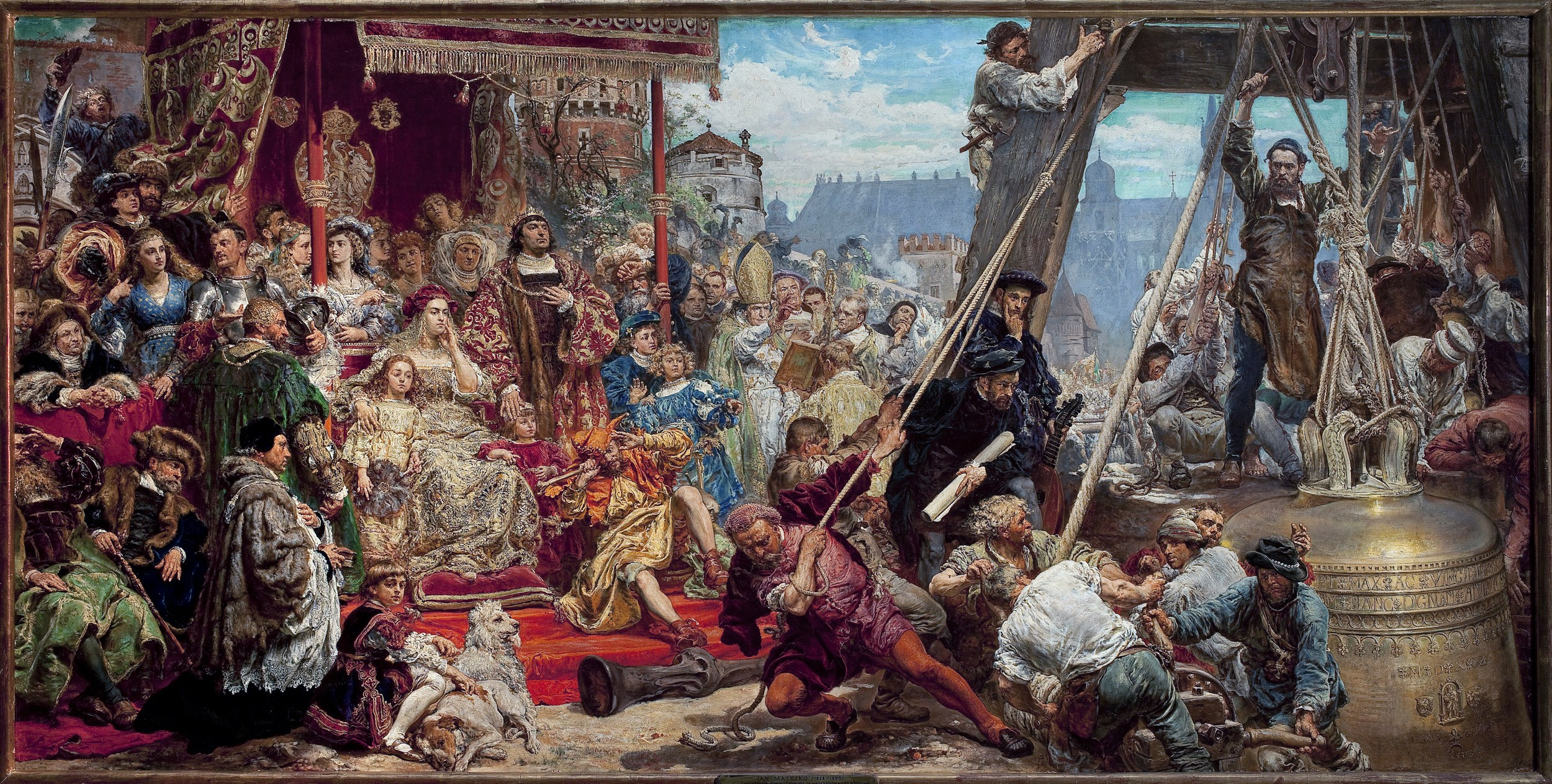
Zawieszenie dzwonu Zygmunta obraz Jana Matejki z 1874

### Literatura
- Stanisław Wyspiański – dzwon Zygmunt pojawia się w dramatach: Wesele (Stańczyk opisuje zawieszenia dzwonu na wieży i jego pierwsze dzwonienie); Wyzwolenie (dzwon Zygmunt odzywa się do narodu); w Akropolis[81]
- Edmund Wasilewski – wiersz Dzwon wawelski. Wyjątek z poematu, opublikowany w 1841[81]
- Lucjan Rydel – wiersz o dzwonie opublikowany w Przewodniku ludowym po katedrze wawelskiej[81]
- Konstanty Krumłowski (1872–1938) – pieśń patriotyczna Jak długo w sercu naszym[81]

### Powiedzenia i przysłowia
- Gdy dzwonią w Zygmunta na Boże Narodzenie to słychać aż do Wielkanocy (Wielkanoc jest tu wsią w powiecie miechowskim) – powiedzenie zapisane w 1871 przez Oskara Kolberga[82].

## Legendy związane z dzwonem
Według legendy, powtarzanej przez dawnych historyków, dzwon został odlany z mołdawskich armat zdobytych w bitwie pod Obertynem (1531), jednak bitwa miała miejsce 10 lat po zawieszeniu dzwonu. Według innej opinii Zygmunta wykonano z armat zdobytych pod Orszą (1514). Do legend należy również podanie mówiące o wrzuceniu do stopu srebrnego pancerza króla Zygmunta I Starego, srebrnej buławy hetmana Tarnowskiego, miecza hetmana Konstantego Ostrogskiego, a nawet pierścienia matki ludwisarza.
Wierzono, że głos dzwonu Zygmunt w Boże Narodzenie, w Wielkanoc i w noc świętojańską budzi polskich królów, którzy potem zbierają się w jednej z sal na Wawelu. Podobnie brzmienie dzwonu miało moc budzenia śpiących pod Giewontem rycerzy.
Według innej legendy nadworny lutnista Bekwark wrzucił do stopu na dzwon srebrną strunę ze swojej lutni, czemu Zygmunt miał ponoć zawdzięczać swój piękny dźwięk.
Do legend należy też przekonanie, że Zygmunt brzmiał 1 września 1939 i w styczniu 1945.